# Německá Východoafrická společnost

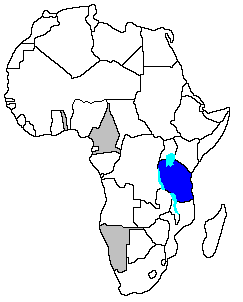
Německá východní Afrika před rokem 1918

Německá východoafrická společnost (německy Deutsch-Ostafrikanische Gesellschaft) byla založena 28. března 1884 v Berlíně Felixem Wilhelmem Leonhardem Graf Behr-Bandelinem a Carlem Petersem původně jako Společnost pro německou kolonizaci (německy Gesellschaft für deutsche Kolonisation), s podporou Otto von Bismarcka, který jí svěřil vládu v Německé východní Africe. Společnost brzy v kolonii založila první hlavní město Bagamoyo, ale poměrně brzy se hlavní město stěhovalo do Dar es Salaamu.
V roce 1888 Německá východoafrická společnost ovládla zbankrotovanou Německou wituánskou společnost, která existovala pouze rok a půl a sloužila k obchodu v německém protektorátu Witu.
V dubnu 1888 si Společnost pronajala od zanzibarského sultána Chalifa bin Saida pobřežní pás naproti Zanzibaru na padesát let. Společnost byla schopna udržet Bagamoyo a Dar es Salaam pouze s podporou německého námořnictva. V roce 1889 byla německá vláda požádána o pomoc při potlačení povstání v oblasti Tanganiky.
V roce 1891, poté co se Německá východoafrická společnost nestala zjevným obchodním impériem, po vzoru Britské a Holandské východoindické společnosti, byla německou vládou prodána a Berlín začal v Německé východní Africe vládnout přímo. Takto přetvořená společnost fungovala dále, spravovala některé plantáže a provozovala obchod.